# Naczelnik okręgu
Naczelnik okręgu – nazwa organu administracyjnego lub kierownika urzędu.
W okresie kształtowania się ustroju II Rzeczypospolitej naczelnicy okręgów stali na czele okręgów Zarządu Cywilnego Ziem Wschodnich oraz Zarządu Cywilnego Ziem Wołynia i Frontu Podolskiego.